# Florent Cunier
Florent Cunier (auch Florens Cunier; * 1812 in Belœil; † 19. April 1853 in Brüssel) war ein belgischer Mediziner und Ophthalmologe. Er begründete die belgische Augenheilkunde.

## Leben
Florent Cunier war ein Schüler des niederländischen Mediziners Antonius Gerard van Onsenoort (1782–1841). Er erwarb den Magister der Augenheilkunde, wurde Militärarzt und war Garnisonsarzt der Festungsstadt Mariembourg. Cunier gründete 1840 in Brüssel eine auch international hoch angesehene Augenklinik, forcierte die Verwendung von Atropin und Hyoscyamin in der Augenheilkunde und schrieb eine große Reihe von Artikeln zu ophthalmologischen Themen für allgemeine und Spezialzeitschriften. Im Jahr 1838 begründete er die Annales d’oculistique, die er bis zu seinem Tod redigierte, und 1843 war er Herausgeber der Sammlung ophthalmologischer Preisschriften im Verlag von Karl Muquardt in Brüssel und Leipzig.
Florent Cunier wurde am 29. Oktober 1842 in die Académie royale de Médecine de Belgique und am 15. Oktober 1847 unter der Präsidentschaft von Christian Gottfried Daniel Nees von Esenbeck unter der Matrikel-Nr. 1571 mit dem akademischen Beinamen Prosper Alpinus als Mitglied in die Kaiserliche Leopoldino-Carolinische Akademie der Naturforscher aufgenommen.
Er war Ehrendoktor der Universität Würzburg und wurde am 4. April 1849 in absentia an der Universität Erlangen promoviert.
Florent Cunier war verheiratet und hatte eine Tochter.

## Schriften (Auswahl)
- Histoire d'une héméralopie héréditaire depuis deux siècles dans une famille de la commune de Vendémian, près Montpellier. F. et E. Gyselynck, Gand 1838 (archive.org)
- Recherches statistiques sur la nature et les causes des maladies oculaires observées en Belgique et en particulier dans la province Brabant. Bruxelles, 1847 (google.de)
- Mémoire sur l'ophthalmie contagieuse qui règne dans la classe pauvre et ouvrière. C. Muquardt, Bruxelles et Leipzig 1849 (archive.org)

als Herausgeber
- Annales d’Oculistique. Tome Premier, B. Tircher et C. Muquardt, Bruxelles, 1838 (google.de)
- Annales d’Oculistique. Tome Deuxieme, C. Muquardt, Bruxelles, 1839 (archive.org)
- Sammlung ophthalmologischer Preisschriften. Karl Muquardt, Brüssel und Leipzig 1843 (google.de)